# Мустафа Дьялло
Мустафа Дьялло (фр. Moustapha Diallo, нар. 14 травня 1986, Дакар) — сенегальський футболіст, півзахисник клубу «Нім».
Виступав на батьківщині за клуб «Діараф», а також національну збірну Сенегалу. Крім того грав у Європі за бельгійський «Брюгге», іспанський «Расінг» (Ферроль) і французький «Генгам».

## Клубна кар'єра
У дорослому футболі дебютував 2002 року виступами за місцеву команду «Діараф», в якій провів три сезони, вигравши 2004 року чемпіонат Сенегалу.
Влітку 2006 року перейшов в бельгійське «Брюгге», проте заграти в команді не зумів і незабаром був переведений у дубль. По завершенні сезону на правах вільного агента перейшов в іспанський «Расінг» (Ферроль) з Сегунди Б, але і там закріпитись не зумів, після чого у січні 2008 року повернувся в рідний «Діараф», з яким того ж року став володарем кубка Сенегалу.
В червні 2009 року підписав трирічний контракт з клубом французької Ліги 2 «Генгамом». Ця команда була володарем кубка Франції минулого сезону, що дозволило Мустафі дебютувати в Суперкубку Франції, а також в Кубку УЄФА. Проте в обох турнірах «Генгам» зазнав поразок (0:2 від «Бордо» в суперкубку і 2:8 за сумою двох матчів від «Гамбурга»). До того ж і в чемпіонаті команда несподівано зайняла 18 місце і вилетіла в третій дивізіон. Після пониження у сезоні 2010/11 Дьялло залишився в команді і допоміг їй зайняти третє місце та повернутись в Лігу 2, де команда провела два сезони, після чого за підсумками сезону 2012/13 вийшла в Лігу 1. В елітному дивізіоні сенегалець продовжив бути лідером команди, яка змогла зберегти прописку, а також виграла Кубок Франції 2014 року. Відіграв за команду з Генгама 262 матчі в національному чемпіонаті.
В липні 2018 року, як вільний агент, підписав контракт з клубом «Нім».

## Виступи за збірну
2007 року дебютував в офіційних матчах у складі національної збірної Сенегалу. Наразі провів у формі головної команди країни 4 матчі.
2009 року у складі внутрішньої збірної Сенегалу взяв участь у історичному першому Чемпіонаті африканських націй, де зайняв з командою четверте місце.

## Досягнення
- Чемпіон Сенегалу: 2003/04
- Володар кубка Бельгії: 2006/07
- Володар кубка Сенегалу: 2008
- Володар Кубка Франції: 2013/14